# (100880) 1998 HM93
(100880) 1998 HM93 es un asteroide perteneciente al cinturón de asteroides, región del sistema solar que se encuentra entre las órbitas de Marte y Júpiter, descubierto el 21 de abril de 1998 por el equipo del Lincoln Near-Earth Asteroid Research desde el Laboratorio Lincoln, Socorro, Nuevo México, Estados Unidos.

## Designación y nombre
Designado provisionalmente como 1998 HM93. 

## Características orbitales
1998 HM93 está situado a una distancia media del Sol de 3,156 ua, pudiendo alejarse hasta 3,615 ua y acercarse hasta 2,696 ua. Su excentricidad es 0,145 y la inclinación orbital 4,604 grados. Emplea 2048,08 días en completar una órbita alrededor del Sol.

## Características físicas
La magnitud absoluta de 1998 HM93 es 14,7. Tiene 6,179 km de diámetro y su albedo se estima en 0,067. 